# أنوشكا فان ميلتنبورغ
أنوشكا فان ميلتنبورغ (بالهولندية: Anouchka van Miltenburg) هي سياسية هولندية سابقة من حزب الشعب من أجل الحرية والديمقراطية ولدت في يوم 20 أبريل 1967 في مدينة أوترخت. أكملت دراسة الصحافة في سنة 1991. خدمت كعضوة في مجلس النواب الهولندي من سنة 2003 إلى سنة 2017، وكانت رئيسة المجلس من سنة 2012 إلى سنة 2015. هي ايضاً مغنية سابقة في فرقة الروك بلو سموك.